# 蕭璵
蕭璵（1439年—？），字煥如，江西吉安府泰和縣人，儒籍。明朝政治人物。進士出身。

## 生平
江西鄉試第十名。成化五年（1469年）乙丑科會試第十七名，殿試登進士第二甲第十一名。成化五年，改庶吉士。成化十七年，由刑部主事，改任雲南廣南府通判。

## 家族
曾祖蕭仲齡。祖父蕭引之，曾任封左通政。父亲蕭彜，曾任左通政。